# Fabian Bauersachs
Fabian („Fab“) Bauersachs (* 19. April 1979 in Coburg, Deutschland) ist ein deutscher Freestyle-Motocrosser und Mitbegründer der FMX-Szene in Deutschland.

## Sportkarriere
Seit seinem 10. Lebensjahr fährt Bauersachs Motocross. Angefangen mit Rennen in der 60-cm³-Klasse bis zu Erfolgen bei der internationalen Motocrossmeisterschaft und bei Supercrossrennen. 2000 wechselte er zum Freestyle Motocross, war auf Platz eins der IFMXF-Weltrangliste und seitdem im In- und Ausland erfolgreich. Im FMX-Umfeld ist er aufgrund seiner exakten Ausführung der Tricks und Genauigkeit auch als „Professor Freestyle“ bekannt. Ab 2003 war er FMX-Profi und lebte von Antritts- und Preisgeldern. 2008 wurde er Zweiter der Weltrangliste und in der Publikumswahl der Action Sports Awards zum Besten FMXer des Jahres gewählt. Nach einem schweren Sturz im Oktober 2019 auf seinem privaten Trainingsgelände und daraus resultierenden Langzeitfolgen gab er 2021 bekannt, es nun „ruhiger angehen“ zu lassen.

## Beruf
Bauersachs absolvierte eine Ausbildung zum Putz- und Malergesellen und bestand im Jahr 2010 die Meisterprüfung. Neben seiner Sportkarriere arbeitete er im elterlichen Malergeschäft in Rödental mit, das er 2015 übernahm.